# Apseudogramma popei
Apseudogramma popei är en stekelart som beskrevs av Girault 1915. Apseudogramma popei ingår i släktet Apseudogramma och familjen hårstrimsteklar. Inga underarter finns listade.